# Paso de Ovejas
Paso de Ovejas è una cittadina situata nello stato federale di Veracruz in Messico, è a capo di uno dei 212 comuni dell'entità e si trova nella zona centrale dello stato. Paso de Ovejas si trova a 57 metri sul livello del mare.  Nel 2005, la popolazione di questo comune era di 29.828 persone.

## Storia
Con il decreto del 26 ottobre 1911 Paso de Ovejas fu elevata al rango di comune.

## Clima
Il clima di questo comune è caldo-secco-regolare, con una temperatura di 25 °C, le piogge sono abbondanti da giugno a settembre con un prolungato periodo di siccità.